# منسفیلد (ماساچوست)
منسفیلد(به انگلیسی: Mansfield) شهرکی در شهرستان بریستول ایالت ماساچوست می‌باشد که در سال ۱۷۷۵ بنیان‌گذاری شده‌است. این شهرک در سرشماری سال ۲۰۱۰ میلادی، ۲۳٬۱۸۴ نفر جمعیت داشته‌است.